# Chilades nigeriae
Chilades nigeriae är en fjärilsart som beskrevs av Sharpe 1902. Chilades nigeriae ingår i släktet Chilades och familjen juvelvingar. Inga underarter finns listade i Catalogue of Life.